# 石橋林太郎
石橋 林太郎（いしばし りんたろう、1978年〈昭和53年〉5月2日 - ）は、日本の政治家。自由民主党所属の衆議院議員（2期）、自由民主党遊説局長、日本の尊厳と国益を護る会事務局長。
広島県議会議員（2期）、国土交通大臣政務官(第2次岸田第2次改造内閣)などを歴任。

## 来歴
広島市安佐南区出身。安田小学校、広島大学附属中学校・高等学校卒業。大阪外国語大学を中退。スリランカへ留学し、仏教を学んだ。
父である石橋良三広島県議会議員事務所職員、広島北ホテル取締役などを経て、2015年に広島県議会議員に初当選。
2020年10月、河井夫妻選挙違反事件で自民党を離党した河井克行に代わり広島3区から立候補することに意欲をみせ、2020年12月に自民党広島県連で行われた候補者選考にて次期衆院選広島3区立候補予定者に選出された。
2021年1月25日、衆院広島3区の支部長に内定。3月、自民党と公明党の協議により、公明党の斉藤鉄夫が広島3区の与党統一候補として立候補することとなり、石橋は比例中国ブロックの上位で処遇されることが決定された。7月6日、広島県議会議員を辞職。同年10月31日に行われた第49回衆議院議員総選挙には比例中国ブロック名簿1位で立候補し、初当選。同年11月11日、宏池会（岸田派）に入会。
2023年9月15日、第2次岸田第2次改造内閣で国土交通大臣政務官に就任。
2024年10月27日に投開票が行われた第50回衆議院議員総選挙において、比例中国ブロック（単独3位）で立候補し2選。同年11月15日、自由民主党遊説局長に就任。

## 人物

### 統一教会との関係
- 石橋林太郎の父で、元広島県議会議員の石橋良三は統一教会（現・世界平和統一家庭連合）の関連団体「日韓トンネル推進広島県民会議」の議長や、全国組織の「日韓トンネル推進全国会議」の幹事長を務めるなど教団との関係が近かった[17]。

- 2016年、統一教会の関連団体「天宙平和連合（UPF）」が主催する自転車イベント「ピースロード」の広島県・島根県・山口県実行委員会の共同実行委員長を務めた[18]。

- 2020年、天宙平和連合が主催する自転車イベント「ピースロード」が広島県内で開催された際、共同実行委員長を務めた[19]。『中国新聞』の取材に対し石橋は「旧統一教会との関係は知らなかった」と述べ、関係を断つ考えを示している[19]。

- 2018～2020年度、統一教会の関連団体の会合参加費や機関紙購読料として政務活動費から計4万9690円を支出した[20]。

- 2022年春、統一教会の関連団体「世界平和女性連合」のイベントに出席した[21][22]。

- 2022年9月7日、『週刊文春』の電子版は、石橋が多数の統一教会信者を自民党員として獲得していたと報じた[17]。林太郎は2021年、2000人を超える自民党員を獲得した[17]。これは党国会議員でも上位の成績だったが、このうち約1200人が、統一教会の関連団体「広島県平和大使協議会」の幹部で中国エリア事務局長のKが集めた統一教会の信者であった[17][23]。『週刊文春』が石橋に事実関係の確認を求めたところ石橋は「（党員集めについて）Kに協力して頂いたのは事実である。獲得党員が旧統一教会関連団体の関係者か否かは、当方では分かりかねる。平和大使協議会が天宙平和連合の付設機関との認識はなかった。今後は、社会的に問題が指摘されている団体とは距離を置くべきだと考えている」と答えた[17]。

### 人柄
- 所有資格は防災士、ソフトボール第三種審判員[2]。
- 趣味はサッカー、フットサル、ゴルフ、ソフトボール観戦、読書、詩吟[2]。特技は革細工、英語[2]。
- 日本の悠久の歴史に育まれた独自の文化や伝統、風土や道徳を「価値あるもの」として心を込めて守り育て、未来へつないでいくことは「私たち大人の果たすべき役割であると信じる」と述べている[24]。

## 政策
- 2021年の衆院選の際、朝日新聞社と毎日新聞社が実施した候補者アンケートにいずれも回答しなかった[25][26]。
- 2023年8月2日に衆議院第一会館で開かれたプーチン政権後における同国からの独立を目指す勢力「ロシア後の自由な民族フォーラム」に参加し、ロシア連邦の脱植民地化と脱帝国化、並びに北方領土問題即時解決を目指す「東京宣言」に署名した[27]。

## 家族
石橋家
- 父・良三（1948年 - 2019年、歯科医師、広島県議会議員） - 島根県浜田市出身[28]。日本歯科大学卒業後、広島市安佐南区で石橋歯科医院を開業する[28]。1991年、広島県議会議員に初当選[28]。文教委員長、建設委員長[28]、副議長[29]などを歴任する。広島県議を6期務めた[5]。著書に『広島県教育正常化への戦い』『遷都〜州都広島への戦略〜』がある[28]。
- 妻、娘[2]

## 選挙歴
| 当落 | 選挙                     | 執行日         | 選挙区           | 政党       | 得票数   | 得票率 | 定数 | 得票順位 /候補者数 | 政党内比例順位 /政党当選者数 |
| ---- | ------------------------ | -------------- | ---------------- | ---------- | -------- | ------ | ---- | ------------------ | ---------------------------- |
| 当   | 2015年広島県議会議員選挙 | 2015年4月12日  | 安佐南区選挙区   | 無所属     | 1万125票 | 13.19% | 5    | 4/7                | /                            |
| 当   | 2019年広島県議会議員選挙 | 2019年4月7日   | 安佐南区選挙区   | 自由民主党 | ――票     | ――     | 5    | /5                 | /                            |
| 当   | 第49回衆議院議員総選挙   | 2021年10月31日 | 比例中国ブロック | 自由民主党 | ――票     | ――     | 10   | /                  | 2/6                          |
| 当   | 第50回衆議院議員総選挙   | 2024年10月27日 | 比例中国ブロック | 自由民主党 | ――票     | ――     | 10   | /                  | 3/5                          |